# AGM-88 (ミサイル)
AGM-88は、アメリカ海軍のNWC（Naval Weapon Center、海軍兵器センター）とアメリカ合衆国のテキサス・インスツルメンツ社が開発し、レイセオン（当初はテキサス・インスツルメンツ）が生産している対レーダーミサイルである。
A-D型までは「HARM」（High-Speed Anti Radiation Missile,高速対輻射源ミサイル）の名称 で呼ばれているが、最新のE型は「AARGM」（Advanced Anti-Radiation Guided Missile,先進対輻射源誘導ミサイル）と呼ばれる。

## 概要

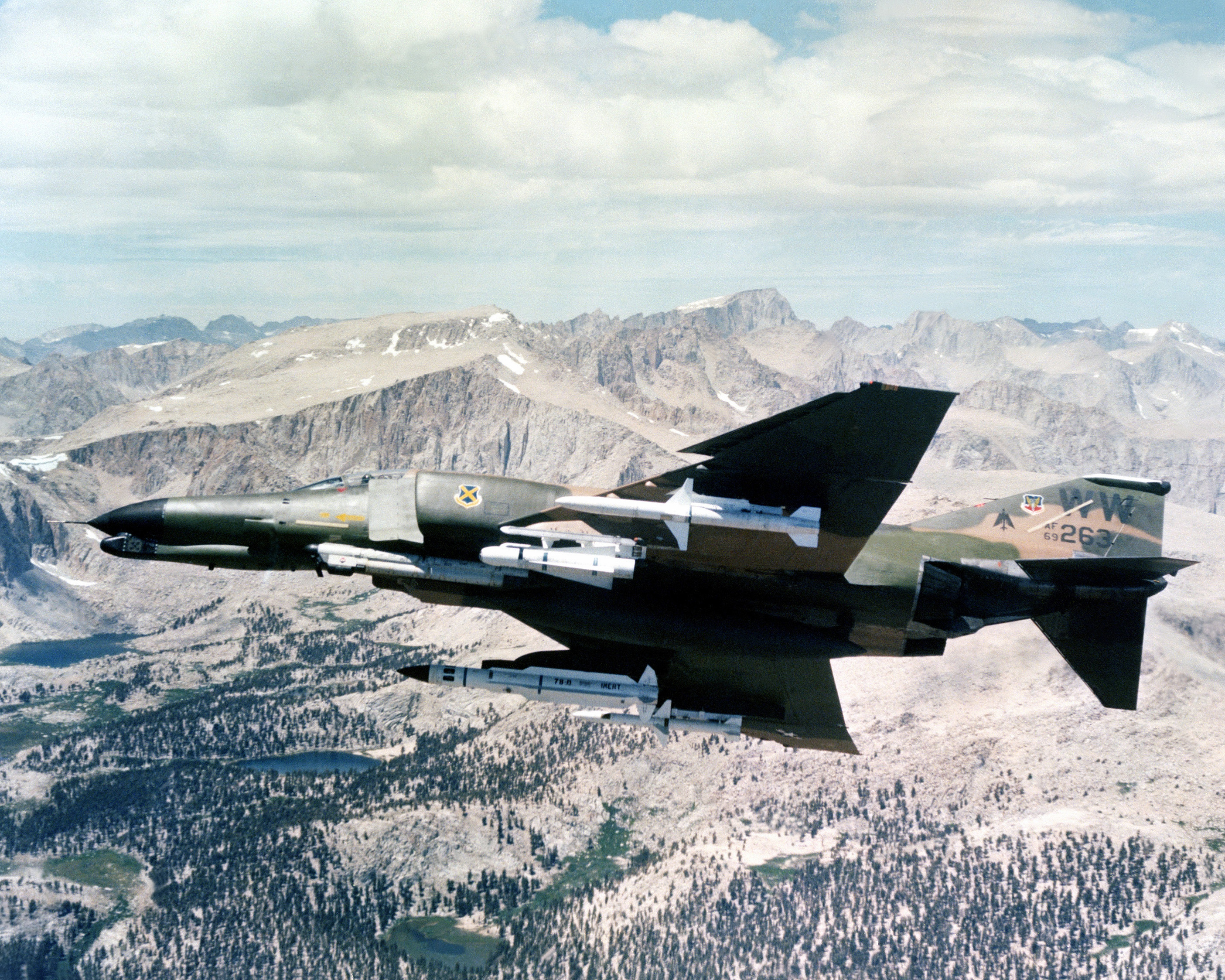
歴代の対レーダーミサイルを搭載したF-4G ワイルド・ウィーゼル。AGM-88（左翼外側）、AGM-65（左翼内側）、AGM-78（右翼内側）、AGM-45（右翼外側）

アメリカ空軍、アメリカ海軍をはじめとしてアメリカの同盟国で運用されている。敵防空網制圧の主要な手段の一つであり、地対空ミサイルのレーダー・システムに関連する電子送信装置から放射される電波を探知し、誘導する空対地ミサイルである。
AGM-45 シュライクおよびAGM-78 スタンダードARMの各ミサイルの後継 としてアメリカ海軍が開発し、当初はテキサス・インスツルメンツ（TI）によって生産されたが、TIが軍事・防衛部門をレイセオン（RAYCO）に売却したときにRAYCOに生産が引き継がれた。
対レーダーミサイルは、敵のレーダーから放射される電波をたどって誘導するため、敵レーダーがミサイルの発射を察知して電波の放射を中止した場合は誘導できなくなる。このため、HARMは敵レーダーにその余裕を与えないために従来の対レーダーミサイルよりも高速であることが求められた。プロジェクト名でもあったHARM（High-Speed Anti-Radiation Missile）は、このもっとも重要な要求からきている。その他、AGM-45の欠点でもあった探知可能なレーダー波の帯域改善（ブロードバンド・シーカー）、大きな弾頭、運用上の柔軟性と高い信頼性が求められていた。開発中に航空機の前方または後方のどちらからレーダー波を受けているのか区別できないなどシーカーや誘導装置の問題があったが、1980年の初めまでに問題はほぼ解消された。
HARMシステムは、最初にアメリカ海軍のA-6E、A-7E攻撃機およびF/A-18A戦闘攻撃機に搭載され、これらはHARMシステム専用コンピューターであるCLC（後述）を装備された。後に、EA-6B電子戦機にも搭載され、CLCとともにHARMコントロールパネル（HCP）が取り付けられた。また、F-14への搭載を目的としたRDT&Eへの組み込みも開始されたが、これは完了しなかった。アメリカ空軍は、HARMを搭載したSEAD専用機F-4G ワイルド・ウィーゼルを導入し、後にAN/ASQ-213 HTS（HARM Targeting System, HARM目標指示装置）後述を装備したF-16をワイルド・ウィーゼルとして使用している。AGM-88E型からは名称がHARMからAARGMに変更された。
ドイツ空軍が開発したトーネード ECR（Electronic Combat-Recce）は、テキサス・インスツルメンツのELS（Emitter Locating System、電波源測位システム）を備えており、F-4Gと同様にSEAD専用機としてHARMを運用できた。
なお、AGM-88の発射の際に限らず、空対地ミサイルを発射する際に、他機に無線で警告するために「マグナム（MAGNUM）」という符丁がコールされる。

## 構成

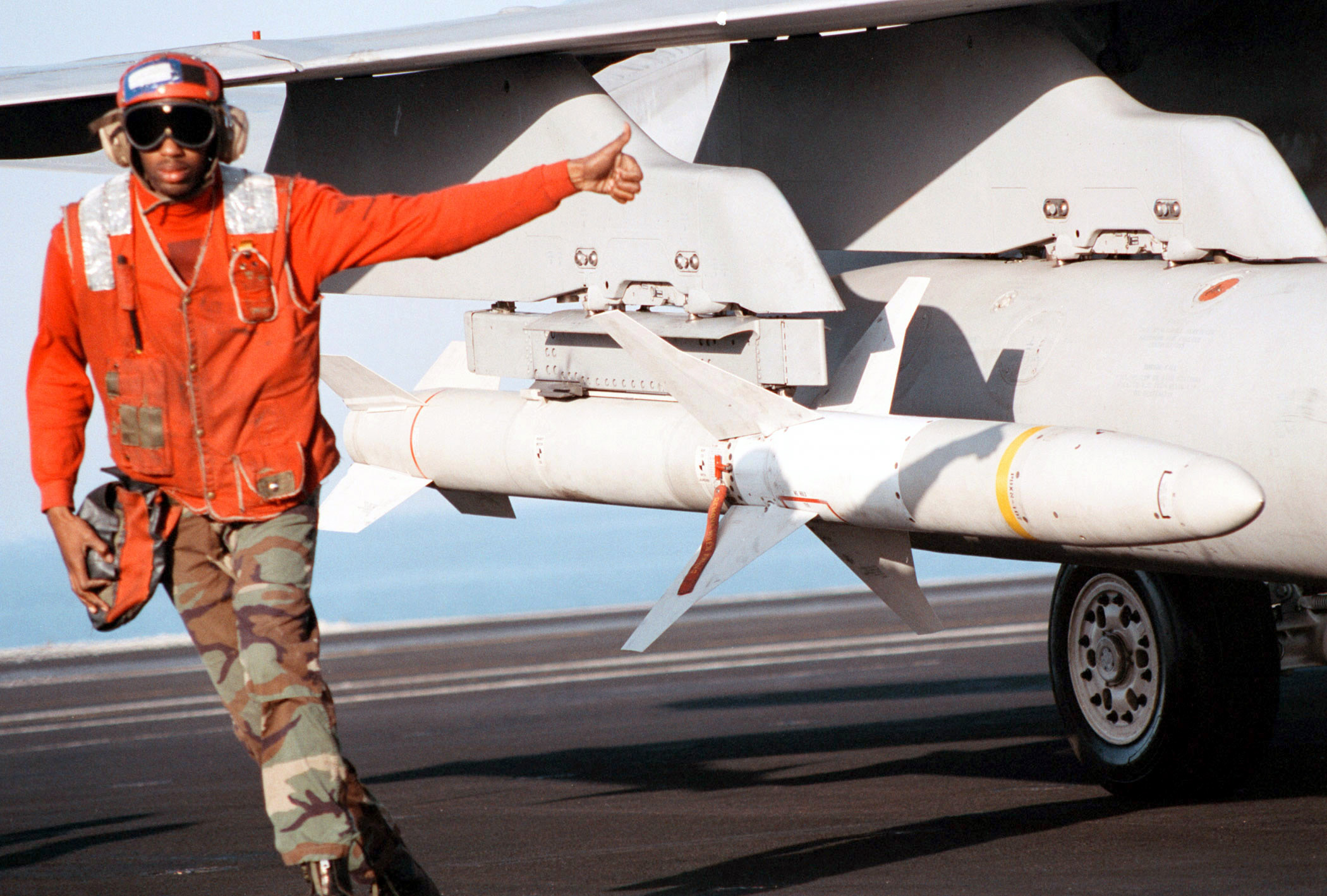
F/A-18Cに搭載されたHARM

AGM-88システムは、AGM-88誘導ミサイル、LAU-118(V)1/Aランチャーおよび航空機に搭載されたHARM専用の電子機器から成る。

### AGM-88誘導ミサイル
ミサイルは、発射された航空機の高度および位置と入力されたパラメータをもとに電波源からの電波を分析および追跡することで敵性レーダーへと誘導する。弾体は先端から順に誘導部、弾頭部、制御部および機関部の4つの部分にわけられる。細長い円筒形の本体に、中央部に4枚の誘導翼、末端に4枚の固定安定翼を有する。

#### 誘導部
ミサイルの先端にある誘導部は、敵のレーダー波に向かうパッシブ・レーダー・ホーミング（PRH）誘導方式のプロポーショナル誘導装置を持ち、電波源から放射される電波を解析するESM能力を有する。
誘導部の先端には、シーカーとなるレーダー波を探知するC-Jバンドの広帯域固定スパイラル・アンテナを備え、インテリジェント（レーダー）ビデオ・プロセッサーによって解析されることで、レーダー波のパルス繰り返し周波数（PRF, Pulse Repetition Frequencies）の特徴を見分ける。
AGM-88B型以降は、この誘導部のソフトウェアが列線での再プログラムが可能となった。電波源からの電波が途絶えると誘導できなくなるというAGM-45の欠点を補うために慣性誘導装置（INS）が搭載されている。AGM-88D型以降は、慣性誘導装置にGPS支援慣性誘導装置（GPS/IMU）が採用されている。

#### 弾頭部
ミサイルの前部にある弾頭部は、炸裂時に無数の金属片（資料によっては金属球）を撒き散らす爆風破砕弾頭を備えており、レーザー近接/接触信管で起爆される。C型以降では、弾頭片が鋼製からタングステン合金となり破壊力も向上した。AGM-88の弾頭は、目標となるレーダー施設を破壊し無力化するのはもとより、目標に到達した場合およびPBモード（後述）で目標を捕捉できずに自爆した場合の両方においてAGM-88自身の誘導装置も確実かつ完全に破壊することを課せられている。これは、敵軍にミサイルの技術、性能およびレーダーの情報が漏洩することを避けるためである。
AGM-88のメモリには彼我のレーダーを区別するために友軍のレーダー・パターンも記録されており、これが漏洩すると敵軍に味方のレーダーの妨害策を与えてしまう。また、敵軍が自軍の各種レーダー・パターンが記録されていることを知れば、そのパターンを変更されてしまい、結果として友軍の脅威が拡大してしまう。よって、誘導装置の自己破壊はAGM-88にとって重要な要素である。

#### 制御部
ミサイルの中央部にある制御装置には、4枚の全浮動式動翼であるBSU-59/B可動フィンを制御し、望ましい軌道上に操舵するアクチュエーター、電源装置、姿勢参照装置、および発射航空機とミサイルの間の電気的に接続するアンビリカル・コネクタを含むミサイル保持装置がある。また、尾部には安定翼であるBSU-60/BまたはBSU-60A/B固定フィンがある。目標が真後ろや真横にあってもその方向へ飛行していくことが可能な機敏な制御能力を持っている。

#### 機関部
ミサイルの後部にあるデュアル・スラスト固体推進剤ロケット・モーターは、加速（ブースト）および維持（サステイン）の2段階でミサイルを推進し、マッハ2以上に加速させる。最高速度は諸説あるが、地対空ミサイルの速度は概ねマッハ2程度とされているため発射母機を危険にさらさないためには少なくともマッハ2を超える速度が必要であり、最大でマッハ3程度と推定されている。また、無煙化されており、排気煙は無色に近くなっている。
ロケット・モーターの重量は発射時は400lbであり、燃料が燃え尽きると97lbになる。

### LAU-118/Aランチャー
LAU-118/Aランチャーは、AERO-5B-1シリーズから派生したレール・ランチャーの1つであり、F-16またはF/A-18のような航空機にAGM-88を搭載し、発射するのに用いられる。航空機とAGM-88ミサイルを機械的、電気的に接続し、AGM-88は弾体中央後ろ寄りにあるアンビリカル・コネクタから航空機のMIL-STD-1553Bデータバスを通して航空機に搭載されているレーダー警戒装置とシステム専用コンピューターと通信する。
なお、アメリカ海軍で使用されているLAU-118(V)1/Aと同空軍で使用されているLAU-118(V)2/Aランチャーは電気的な仕様が異なっており、互換性がない。

### 電子機器システム
電子機器システムはレーダー波を放射している脅威を探知および補足し、搭乗員にこれを表示する能力、並びに脅威の優先度から目標を選択してミサイルを手動または自動で発射する能力を持つ。また、ミサイルを発射する前に目標に関するパラメータを航空機からミサイルに入力する。

#### CLC
CP-1001B/AWGおよびCP-1001C/AWG HARM CLC（Command Launch Computer）は、航空機の火器管制装置のサブシステムとして搭載されるHARMシステム専用コンピューターである。アメリカ海軍機で用いられている。CLCとそれに付随するソフトウェアは、AGM-88ミサイルの各型と互換性を持つ。
CLCは、MIL-STD-1553Bデータバスを通じてミサイル本体および航空機に搭載されているELS（F-4GのAN/APR-47など）、HTS、TAS、RWR（レーダー警戒装置）などと接続する。これらからの目標に関するデータを処理し、適切な表示を搭乗員へ示すとともに、目標の優先度を決定し、AGM-88が慣性誘導の基準に用いる航空機の高度や位置などのデータを収集する。また、SPモード（後述）では、搭乗員の操作なしに自動でミサイルを発射することもできる。

#### ALIC
ALIC（Aircraft Launcher Interface Computer）は、F-16C/CJに搭載されるHARMシステム専用のコンピューターである。アメリカ空軍機で用いられている。機能はCLCと同様であるが、MIL-STD-1780規格のデータバスにも対応している。

#### ELS

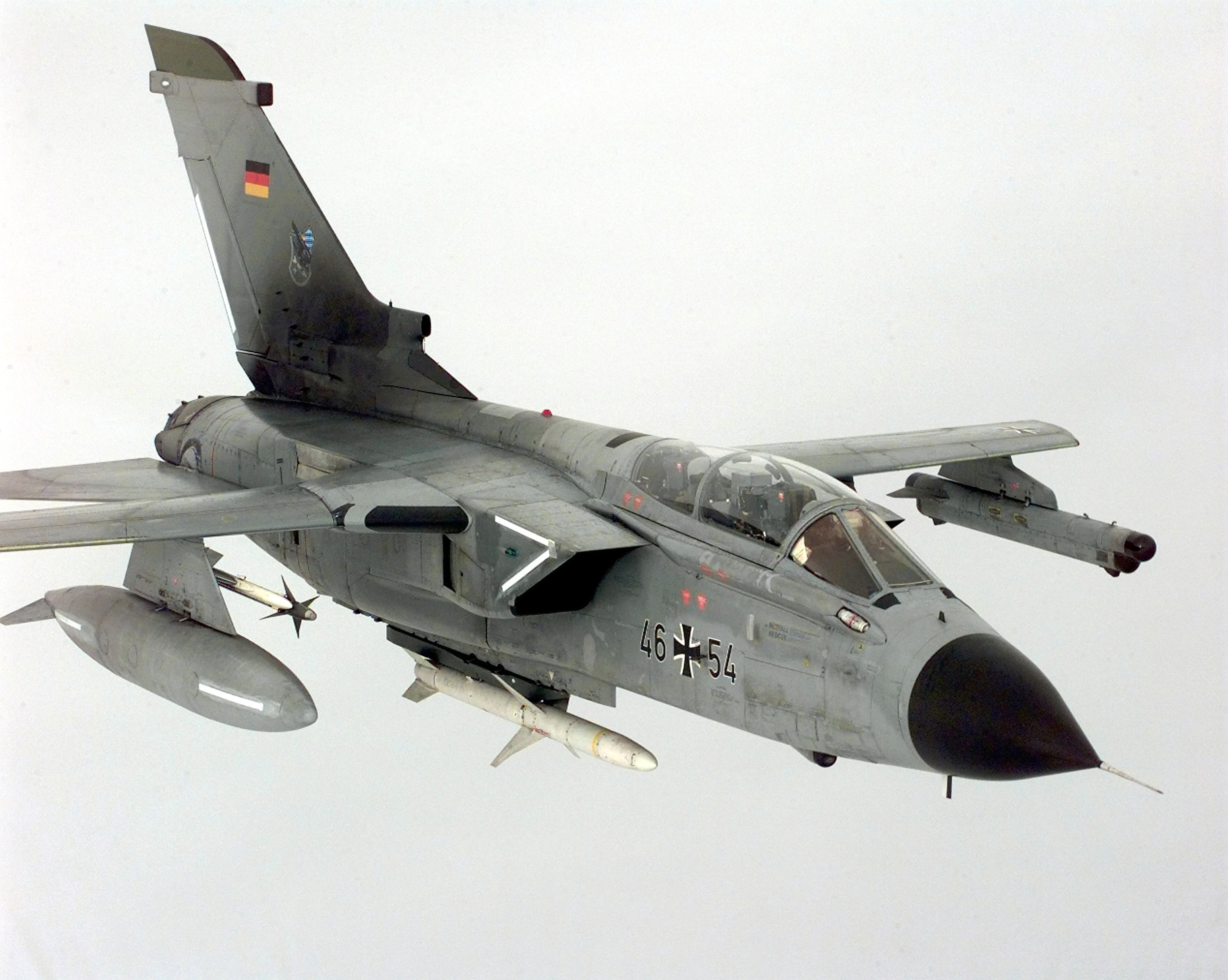
AGM-88とAIM-9を搭載したトーネード。ECRはELSを搭載している

ELS（Emitter Locating System、電波源測位システム）は、電波源の位置と種類を特定する電子装置である。ELSは航空機の360度全周から到来する広帯域のレーダー波の探知、補足および解析が可能であり、HARMの能力を十分に発揮させることができる。代表的なELSは、F-4Gに搭載されていたAN/APR-38/47 RHAWS（Radar Homing And Warning System、レーダー追跡/警戒システム）である。RHAWSは、ELSとRWRを融合させたシステムであり、脅威となる電波源への方位を極めて正確に測定することができただけでなく、連続的な方位計測を重ねることによって電波源への距離を測定することもできた。
しかし、RHAWSの最大の欠点はシステムが複雑で非常に高価であり、機器本体も大型であるため、F-4GがM61 バルカンを降ろしてまでRHAWSを搭載したように専用の機体を必要とすることである。

#### HTS

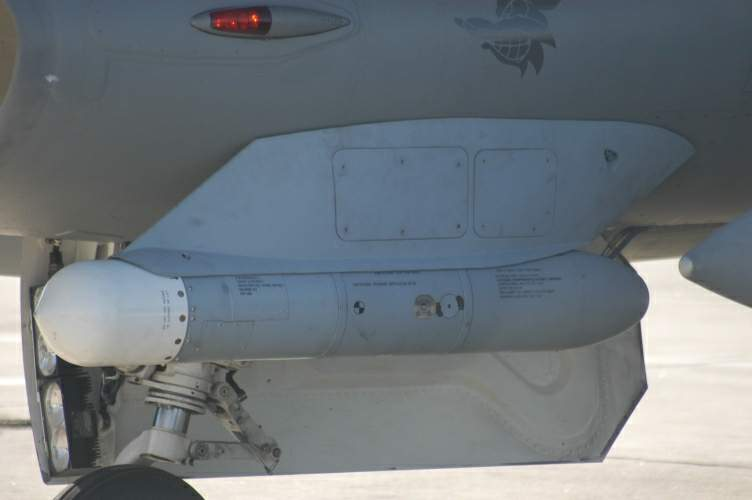
F-16に装備されたHTS

AN/ASQ-213 HTS（HARM Targeting Systems）は、AGM-88を搭載したF-16CJ/DJの敵防空網制圧（SEAD）能力を向上させるため、レイセオンが開発したHARM目標指示装置である。ポッド化されたHTSは、F-16CJ/DJのLANTIRNパイロンに取り付けられる。従来のF-16CJ/DJは事前に設定した周波数の電波を放射する電波源にしかAGM-88を発射できず、広帯域シーカーを持つAGM-88の能力を十分に活かすことができなかった。そのため、ワイルド・ウィーゼルの前任機であるF-4Gに比べて能力不足が指摘されていた。
HTSはELSのようにレーダー波を探知し、機上でAGM-88をどの電波源に対して発射するかを制御できる。また、データリンクによって他機と情報を共有することもできる。AN/APR-47に比べると警戒範囲が前方180度前後に限られる、対応できる周波数帯域が狭い、電波源を特定する速度や精度が劣る、追跡できる電波源の数も少ないなどその能力は限定的なものであるが、最大の長所は小型・軽量で、比較的安価なシステムであることである。また、F-4Gは複座でRHAWSを操作する専門のEWOが同乗していたが、F-16CJは単座であるため搭乗員1人の負担が大きく、その意味でもSEAD専用機としての能力に制限を与えている。

#### TAS
TAS（Targeting Avionic System）は、アメリカ海軍のHARM目標指示装置であり、主にF/A-18での運用を前提としている。当初F/A-18Aは、CLCをAN/ALR-67 RWRに接続してHARMを運用していたが、RWRは電波源の方位探知能力だけしかなく、また、その精度も比較的低かった。そのため、アメリカ海軍ではHARMは方位のみの情報で距離は未知の状態で発射されていた。
TASは、軽量の受動精密方位探知・距離測定受信機であり、搭載航空機に電波源の正確な位置情報を提供する。2つのTASパッケージを左右の武装パイロンの内部に装着し、前方で60度分重なり合う240度の覆域を提供する。TASの重量は1パッケージあたりわずかに10kg程度 であり、武装パイロンそのものに内蔵するため、武装の搭載量を制限しない。TASを装備しても、既存のAN/ALR-67やAN/ALQ-126などのEW装置の装備に干渉しないか、これに制限されない。
それぞれのTASレシーバーは、方位角で1度未満の精度の150度の覆域と仰俯角で120度の扇形覆域を提供する一対の精密干渉計を使用する。中帯域及び高帯域干渉計は、構成がF-4GのAN/APR-38に共通である5つで1組のスパイラル・アンテナを使用する。そして、2–18 GHz（E-Jバンド）の周波数に対応でき、同時に8つの電波源を追跡できる。また、PRC（Phase-Rate-of-Change）、DDS（Differential Doppler Shift）、DTOA（Differential Time Of Arrival）、高性能デジタル信号処理チップのような、最新の受動距離測定技術を利用することで、APR-38/47と同じかそれよりも良好な精度と非常に速い応答時間を達成できる。

## 機能

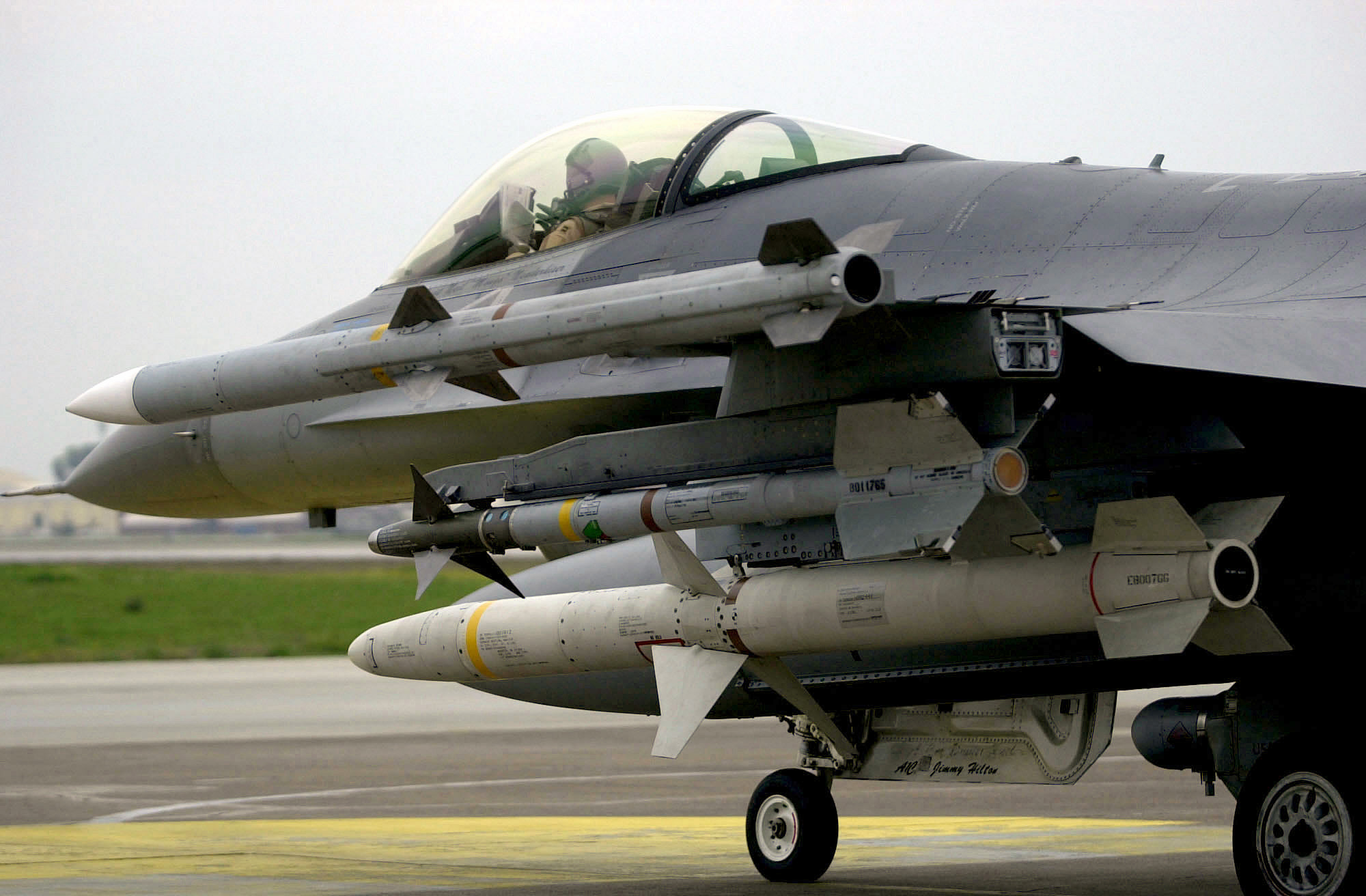
AGM-88、AIM-9、AIM-120を搭載した第23戦闘飛行隊所属のF-16C（トルコ、インジルリク空軍基地）

搭乗員の最小限の操作でレーダー・アンテナまたは送信機を探知、攻撃および破壊することができる。ミサイル本体に慣性誘導システムが内蔵されているため、一旦ロックオンしたら、たとえレーダー波が停止されたとしても最後の発信位置を記憶しており、そこへ向かい続ける。ただし、この場合は命中精度が悪くなり、円公算誤差（CEP）がより大きくなる。
AGM-88には、PB、EOM、SPおよびTOOの4つの動作モードがある。SPモードおよびTOOモードでは、AGM-88を搭載する航空機の正面以外の方向に目標があっても、たとえ真後ろであってもシーカーの視野の中であれば発射することができ、レーダーのサイド・ローブやバック・ローブに対しても有効とされるが、この場合は射程が短くなる。
なお、各モードで複数の名称があるのは、アメリカ空軍のF-4GとF-16CJとで同じモードで別の名称を用いていたり、空軍と海軍で別の名前を用いているためであり、注意が必要である。
PB（Pre-Briefed）モード
LOAL（Lock On After Launch）モードであり、PE（Pre-Emptive）モード、POS（Position-Known）モードとも呼ばれる。種類や場所が既知である脅威や電波が微弱な場合かつ、ボアサイトから数度以内にある目標に対して用いられる。これは、F-4G、トーネード ECRおよびHTSを装備したF-16CJのようなSEAD専用機により用いられる基本的なモードであり、AGM-88の最大射程（一説には100-150km（54-81nm） が得られるモードである。
ELSによって目標の識別と位置を特定し、ミサイルにそのデータを転送した後、高々度の弾道飛行でミサイルを投射する。このため、最大射程は長くなる。中間誘導は慣性誘導装置によって行われ、ミサイルがレーダー波を探知すると、その電波源に向かって終末誘導を開始する。もし、ロックオンする前に目標がレーダー波を停止して目標を補足できなかった場合、ミサイルは自爆する。これは、無誘導のミサイルが衝突することによって友軍や民間に被害がおよぶことを避けるためである。
EOM（Equations-Of-Motion）モード
PBモードのサブモードであり、基本的にはPBモードと同じであるが、高密度環境における電波源をより正確に選択できる。EOMモードは、必要であればボアサイト外の目標を攻撃することができるが、PBモードより正確な目標位置情報を必要とする。目標位置データは搭載レシーバーによって得られるが、RC-135V/W リベット・ジョイントのような外部の情報源からデータリンクで情報を受け取ることもできる。
SP（Self-Protect）モード
LOR（Launch Off RWR）モードとも呼ばれる。AGM-88を搭載する航空機を地対空ミサイルなどから防御するためのモードである。CLCは、脅威のレーダー波を探知した航空機搭載のレーダー警戒装置からの情報をもとにどの目標を攻撃するべきかの優先順位を決め、その優先順位のリストをミサイルに送って自動的にAGM-88を発射する。ミサイルは発射された後、与えられた優先順位のうちもっとも高いものを攻撃する。
TOO（Target Of Opportunity）モード
HAS（HARM as Sensor）モードまたはDA（Direct Attack）モードとも呼ばれる。AGM-88自身のシーカーで目標からの電波を探知させるモードであり、LOBL（Lock On Before Launch）モードである。探知したレーダー波はあらかじめミサイルのコンピュータに登録されたデータと照合され、脅威と確認された場合は、ミサイルを手動で発射する。SEAD専用でない攻撃機が脅威となるレーダーを制圧するためによく使われるモードである。

## 開発運用史
- 1969年 - NWCで開発プログラム開始。
- 1970年 - ZAGM-88Aという名称が与えられる（Zは「計画」の意）[3]。
- 1974年 - 主開発者としてテキサス・インスツルメンツが指名される[3]。
- 1975年 - 初飛行[3]。
- 1981年 - テキサス・インスツルメンツと生産契約締結[3]。
- 1983年3月 - 全規模生産承認（AGM-88A ブロック1）[3]。
- 1985年 - アメリカ海軍で初期作戦能力（IOC）を獲得[3]。
- 1985年後半 - 航空母艦「USSアメリカ（CV-66）」搭載のVA-72およびVA-46に配備された。
- 1986年 - ブロック2改修（AGM-88A ブロック2）。
- 1986年3月 - シドラ湾岸にあるリビアのSA-5サイトに対して実戦で初めて使用される。
- 1986年4月 - リビア爆撃（エルドラド・キャニオン作戦）で使用される。
- 1987年 - AGM-88B ブロック2
- 1987年 - アメリカ空軍でもIOCを獲得した。
- 1990年 - ブロック3改修（AGM-88B ブロック3）。
- 1991年 - 約2,000発のAGM-88B ブロック3が湾岸戦争においてアメリカ海空軍により広範囲に使用される[注 1]。
- 1993年 - ブロック4改修（AGM-88C ブロック4）。
- 1999年 - 1,000発以上のAGM-88がコソボ紛争においてアメリカ海空軍およびNATO軍により使用される[11]。
- 2000年 - ブロック5改修（AGM-88C ブロック4/5及び3A/5、AGM-88B ブロック3/5）。
- 2000年3月 - AGM-88E初飛行。
- 2003年 - ブロック6改修（AGM-88D ブロック6）。
- 2003年6月 - アリアント・テックシステムズ（ATK）がAGM-88Eのシステム開発設計（SD&D）を契約。
- 2005年 - AGM-88E開発試験。
- 2012年7月 - AGM-88E IOC獲得。翌月以降フルレート生産開始。
- 2014年9月 - AGM-88E FOC獲得予定。
- 2022年 - ロシアによるウクライナ侵攻に伴い、アメリカがウクライナに供与[12]。

## 各型

### AGM-88A
AGM-88Aは、AGM-88の初期生産型である。ロケット・モーターはデュアル・スラスト固体推進剤ロケット・エンジンSR-113-TC-1。弾頭部はWAU-7/Bであり、約25,000の鋼片を爆発時に飛散させる66kg（146 lb）のWDU-21/B爆風破砕弾頭とFMU-111/Bレーザー近接信管を備えている。また、WGU-2/B誘導装置は、2-20GHzの周波数のレーダー波を探知可能である。また、慣性誘導装置（INS, IMU）を備えている。対応できる周波数が高帯域のみであったため、地対空ミサイル（SAM）システムの捕捉および射撃管制レーダー、AAAの射撃管制レーダーなどには対応できたが、比較的低い周波数を用いる早期警戒レーダー、GCI（Ground Control Intercept）レーダーなどには探知できなかった。
最初のAGM-88Aはブロック1とみなされ、これに実装されていたソフトウェアを便宜的にブロック1ソフトウェアと呼ぶ。ブロック1では、プログラムやデータを書き換えたい場合にはシーカーをメーカーに送り返さなければならず、非効率であった。これを改善するためブロック2改修でシーカーが変更され、ブロック2ソフトウェアに変更するとともに、シーカーのソフトウェアを書き換え可能なEEPROMに実装するようになり、新たな種類の脅威が判明した場合には直ちにプログラムを変更することができるようになった。
AGM-88Aにはいくつかの模擬訓練弾がある。ATM-88Aは爆発しないWAU-11/B弾頭部を持つ訓練弾である。CATM-88Aはキャプティブ弾である。キャプティブ弾は、発射はできないが実弾と同じ誘導装置を搭載しており、シーカーの特性や機器の操作方法などをパイロットに教育するための飛行訓練に使われる。DATM-88Aはダミー弾であり、整備員や甲板要員などの搭載訓練および取り扱いの訓練に使われる。
- AGM-88A
  - 初期生産型、再プログラム可能なメモリへの換装（ブロック2）。
  - 製造者：NWC（Naval Weapons Center）
  - 機関：チオコール SR-113-TC-1×1
  - 弾頭：WDU-21/B 爆風破砕弾頭
  - 誘導装置：WGU-2/B（ブロック1）、WGU-2A/B（ブロック2）
- ATM-88A - 訓練用AGM-88A。
  - 製造者：NWC
  - 機関：チオコール TSR-113-TC-1 × 1
  - 弾頭：WAU-11/B 模擬弾頭
- CATM-88A
  - AGM-88A機上訓練用。キャプティブ。
  - 製造者：テキサス・インスツルメンツ
  - 機関：チオコール TSR-113-TC-1（不活性化）×1
- DATM-88A - AGM-88A搭載要員訓練用。機器操作用モデル。
  - 製造者：テキサス・インスツルメンツ
  - 機関：チオコール TSR-113-TC-1×1

### AGM-88B
AGM-88Bの誘導装置にはAGM-88Aブロック2と同様のシーカーとブロック2ソフトウェアが使用されたが、誘導装置はWGU-2B/Bとなっており、コンピューターのハードウェアが改善されている。このコンピューターは、この次のブロック3ソフトウェアとも互換性があった。ブロック3改修では、PBモードの機能が追加されるとともに、列線での再プログラムができるようになった。
ATM-88B、CATM-88BおよびDATM-88Bは、AGM-88Aのものと同様の目的に使われるAGM-88Bの模擬訓練弾である。
- AGM-88B
  - PBモード追加。誘導装置コンピューターおよびソフトウェアの改良。
  - 製造者：NWC（Naval Weapons Center）
  - 機関：チオコール SR-113-TC-1×1
  - 弾頭：WDU-21/B 爆風破砕弾頭
  - 誘導装置：WGU-2B/B
- ATM-88B
  - 訓練用AGM-88B。
  - 製造者：テキサス・インスツルメンツ、ハーキュリーズ・チオコール、NWC
  - 機関：チオコール TSR-113-TCC-1×1
- CATM-88B
  - AGM-88B機上訓練用。キャプティブ。
  - 製造者：テキサス・インスツルメンツ
- DATM-88B
  - AGM-88BおよびAGM-88C-1機器操作用モデル。再プログラミング模擬訓練用。
  - 製造者：テキサス・インスツルメンツ
  - 機関：チオコール TSR-113-TC-1×1

### AGM-88C
ブロック4改修では弾頭、誘導装置およびソフトウェアが変更され、後に正式にAGM-88Cとなった。弾頭はWDU-37/Bに変更され、ミサイルの破壊力が強化された。WDU-37/Bは炸薬装填量が見直され、炸裂時に飛散する金属片は約12,800のタングステン合金片に変更されている。誘導装置がWGU-2C/Bに変更されたことで信号処理能力が強化されるとともに、以前は1種類だったアンテナが2種類になり、高帯域用のスパイラル・アンテナに加えて8つの素子を持つ低帯域用のアンテナ・アレイが採用された。これにより、探知可能な周波数帯域は0.5-20GHzになり、脅威となるレーダーはもとより、プログラムの変更でATC（Air Traffic Control、航空交通管制）一次/二次レーダー、気象レーダーでさえも追跡することができるようになった。
ブロック4ソフトウェアでは、TOOモード機能が追加された。ブロック5改修では、ソフトウェアのみが改修され、対ジャミング誘導が可能となった。この改修は、AGM-88Cブロック4だけでなく、AGM-88Bブロック3にも適用され、それぞれAGM-88Cブロック4/5、AGM-88Bブロック3/5と呼ばれた。
すべてのAGM-88Cミサイルは、AGM-88C-1としてテキサスインスツルメンツによって製造されたが、シーカーが高価であったため、より低コストのシーカーに変更されたロラール社製AGM-88C-2が試作されて試験飛行が行われたものの、本格的な生産はされなかった。
ATM-88CおよびCATM-88Cは、AGM-88Aのものと同様の目的に使われるAGM-88Cの模擬訓練弾である。しかし、DATM-88Cは造られず、DATM-88Bと共通で使用された。
- AGM-88C-1
  - TOOモード追加。弾頭の変更、誘導装置およびソフトウェアの改良。
  - 製造者：テキサス・インスツルメンツ、フォード・エアロスペース
  - 機関：固体推進剤ロケット・モーター×1
  - 弾頭：WDU-37/B 爆風破砕弾頭
  - 誘導装置：WGU-2C/B
- AGM-88C-2
  - 低コストシーカーに変更。試作のみ。
  - 製造者：ロラール
- ATM-88C
  - 訓練用AGM-88C。
  - 機関：固体推進剤ロケット・モーター×1
- CATM-88C
  - AGM-88C機上訓練用。キャプティブ。
  - 製造者：テキサス・インスツルメンツ
  - 機関：チオコール TSR-113-TC-1（不活性化）×1

### AGM-88D
ブロック6改修は、米国（レイセオン）、ドイツ（BGT）およびイタリア（アレニア）の共同で推進され、INSにこれまでの機械式ジャイロに代わってリング・レーザー・ジャイロを使用したGPS支援慣性誘導装置が組み込まれた。GPSで慣性誘導を補正することによってレーダー波の停止によって目標のレーダーへのロックオンが失われた場合での命中精度が改善した。GPS誘導装置のCEPは6m（20 ft）のオーダーとされているが、実際に脅威にどれほどの損害を与えられるかはミサイルの発射前に位置情報を指示する航空機搭載電子機器の精度にも左右される。
ブロック6改修によってアメリカではAGM-88CがAGM-88Dとなり、ドイツとイタリアではAGM-88Bが改修され、AGM-88Bブロック3Bと呼ばれることになった。
- AGM-88D
  - GPS支援慣性誘導装置の組み込み。
  - 製造者：テキサス・インスツルメンツ
  - 機関：チオコール YSR-113-TC-1×1

### AGM-88E AARGM

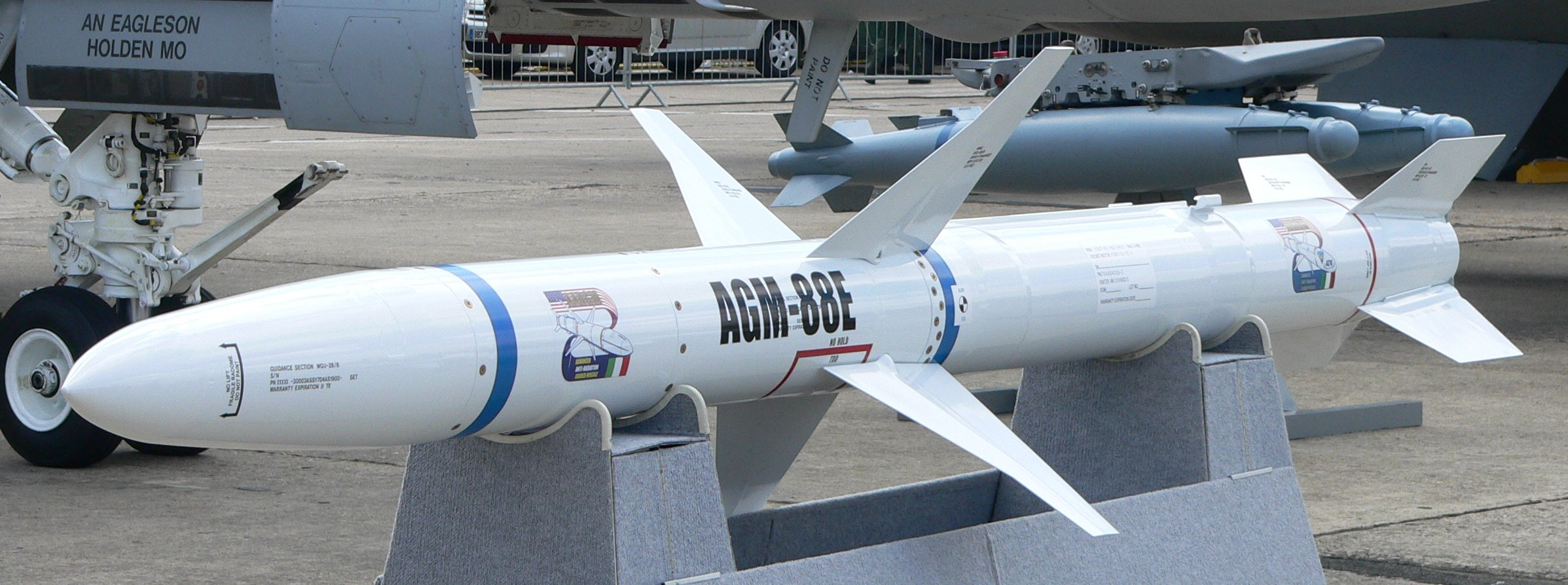
AGM-88E AARGM

AARGM（Advanced Anti-Radiation Guided Missile, 先進対電波源誘導ミサイル） は、フェイズ3 SBIR（Small Business Innovative Research）プログラムに基づいて開発されているデュアル・シーカー対レーダーミサイルである。電波源からの電波が停止された場合の精密誘導、および濃密な電波環境における想定外の目標への着弾を減らすことを最大の目的としているが、友軍への誤爆を減らすことも重要な要求である。ソビエト連邦から分離独立したバルト三国や旧ワルシャワ条約機構加盟国などの東欧諸国がNATOに加盟したことにより多国籍軍が展開する場合に想定される戦時環境が大きく変化し、それらの国々がソビエト製の装備を使用している関係上、友軍と敵軍のレーダーを単純に区別することが難しくなった。このことにより友軍への誤爆の危険が高まったため、より高精度の攻撃能力が求められるようになった。
AARGMは、AGM-88ブロック6をベースとしており、誘導装置は2種類のシーカーを搭載したWGU-48/Bに変更されている。終末誘導にはGPS/IMUだけでなく、アクティブ・ミリメートル波画像（MMWI）レーダー・シーカーまたは長波長赤外線画像（IIR）シーカーを使用する。MMWIシーカーはアメリカ軍、IIRシーカーはドイツ軍が採用する。また、従来からのPRHシーカーは、より高感度のものに交換されている。MMWIシーカーはアクティブ・ターゲット認識アルゴリズムを使用するため、レーダー送信機だけでなく、電波を放射していないSAMサイトの制御車両のような移動目標をも攻撃することができるが、目標を電波吸収材で覆うことで形状認識が難しくなり、ECM対抗性に問題があるのではないかと指摘されている。一方、IIRシーカーはECM対抗性に優れており、画像を元に誘導するため欺瞞されにくいとされているが、高速熱環境における画像劣化なども懸念されている。
現在、オービタルATKではブロック1ソフトウェアのアップグレードを展開しており。2017年初めに米海軍と共同でのテストを完了し、ソフトウェアアップグレードの有効性を実証した。
レーダー反射断面積の低減、飛翔速度の向上、射程延長も図られている。
AARGMは2012年7月にIOCを達成し、2012年8月以降フルレート生産を開始した。2014年9月に FOCを達成する予定。
地上発射型のSurface-Launched Advanced Anti-Radiation Guided Missile (SLAARGM)も開発が進められている。
- AGM-88E AARGM
  - デュアル・シーカー誘導装置、新型制御装置。
  - 製造者：Science and Applied Tech Inc
  - 機関：チオコール YSR-113-TC-1×1
  - 誘導装置：WGU-48/B

### AGM-88F HCSM
アメリカではオービタルATK製のAGM-88Eが選択されたが、レイセオンはAGM-88Eと同様のアップグレード機能(新しいGPS/デジタル慣性計測ユニット（IMU）により、敵がレーダーを停止したりデコイを展開した場合でも正確に目標を攻撃できるようにする)を組み込んだHCSM（HARM Control Section Modification, ハーム制御部近代化）という独自のバージョンを開発し、2015年8月19日にテストを完了した。レイセオンは、海外のHARMの顧客からのアップグレードに大きな関心があると述べているが、まだ輸出用にリストされていない。

### AARGM-ER
AARGM-ER（Advanced Anti-Radiation Guided Missile - Extended Range, 先進対電波源誘導ミサイル射程延長）は、AGM-88E AARGMのエンジンと誘導システム、弾頭を新型に交換するものである。特にエンジンに関しては2段階推進方式とインテグラル・ロケット・ラムジェットの2種類が検討されていた。前者は20-50%の射程改善、後者は射程が2倍になる。予算の示唆するところでは海軍は2段階推進を選んだとされている。また、RFIにおいてF-35のウェポンベイへの装備も要求されている。
オービタルATKのAARGM-ERの設計コンセプトは、接近阻止・領域拒否（A2/AD）環境における高度な機能に対するAARGMの運用効率を向上させるための米海軍（USN）の要件に対応することを特に意図しており、海軍のNIFC-CAイニシアチブの一環として、AARGM-ERは、A2/AD環境での沿岸海域で競争している戦闘空間での運航と制御を可能にすることを目的としている。
採用された設計コンセプトによれば、AARGM-ERは尾部に新たに設計された動翼を装備し、飛行中の抗力を低減、ミサイルの中央部に位置する動翼は、完全に除去されなければならないとしている。中央動翼の除去はミサイルのステルス能力にも寄与することができると推測される。また、縦方向に向けられたストレーキを追加して、揚力を提供しながら抵抗をさらに減少させている。その他ミサイルの高速飛行のために必要とされるサーモス・バリア/熱シールドがコンセプトに含まれている。
2016年から2020年にかけて2.67億ドルの資金を投じて開発を行う予定である。

### HDAM
HDAM（HARM Destruction of enemy air defense Attack Module, ハーム敵防空破壊攻撃モジュール） は、ドイツのBGT（Bodenseewerk Gerätetechnik GmBH）から支援を受けてアメリカのレイセオンが開発しているAGM-88の機能向上システムである。レイセオンの独自開発であるため、まだ制式名称はない。HDAMが目指すところはAARGMとほぼ同じであり、電波源からの電波が停止された場合の精密誘導と、敵軍と同じ装備を使用している友軍への誤爆を減らすことである。
HDAMでは、誘導装置と制御装置が変更されており、誘導装置にはGPS/IMUを備えている。INSには光ファイバー・ジャイロが採用されている。GPS/IMUは、あらかじめプログラムされたMIZ（Missile Impact Zone, ミサイル着弾域）に誘導するために使われる。まったく同種の複数のレーダーがあったとしても、そのうちMIZにある方のみを選んで攻撃する。つまり、HDAMのGPS/IMUは、命中精度を向上させるだけでなく、シーカーが想定外の目標を選択してしまうことを制限するためにも用いられる。また、レーダーの電波が停止された場合にもMIZに位置するレーダーを捜し出して攻撃する。ミサイルの制御装置はMIL-STD-1553データバスと互換性があり、航空機側の機器を改修する必要はない。また、飛行中にパイロットがプログラムを変更する際の柔軟性が高められている。
- HDAM
  - 新型誘導装置及び制御装置、光ファイバー・ジャイロ搭載。
  - 製造者：レイセオン
  - 全長：4.17m（13 ft 8in）
  - 本体直径：254mm（10in）
  - 翼幅：1.12m（3 ft 8in）
  - 発射重量：363 kg（800 lb）
  - 機関：チオコール YSR-113-TC-1×1[注 2]

### HSAD
HSAD（High-Speed Anti-Radiation Demonstration, 高速対レーダーデモンストレーション）は、将来の長距離、高速対レーダー兵器のために開発された試験ミサイルである。AGM-88E AARGM用に開発されたシーカーをノズルレスブースターと可変流量ダクトロケット（VFDR）ラムジェットエンジンを搭載したミサイルに装備している。2008年8月15日にホワイトサンズ・ミサイル実験場においてQF-4Gに搭載されて試験が実施され無事に成功している。
- HSAD
  - 試験ミサイル
  - 製造者 Science and Applied Technologies Inc/レイセオン
  - 機関：MARC-290[27]

## 運用国

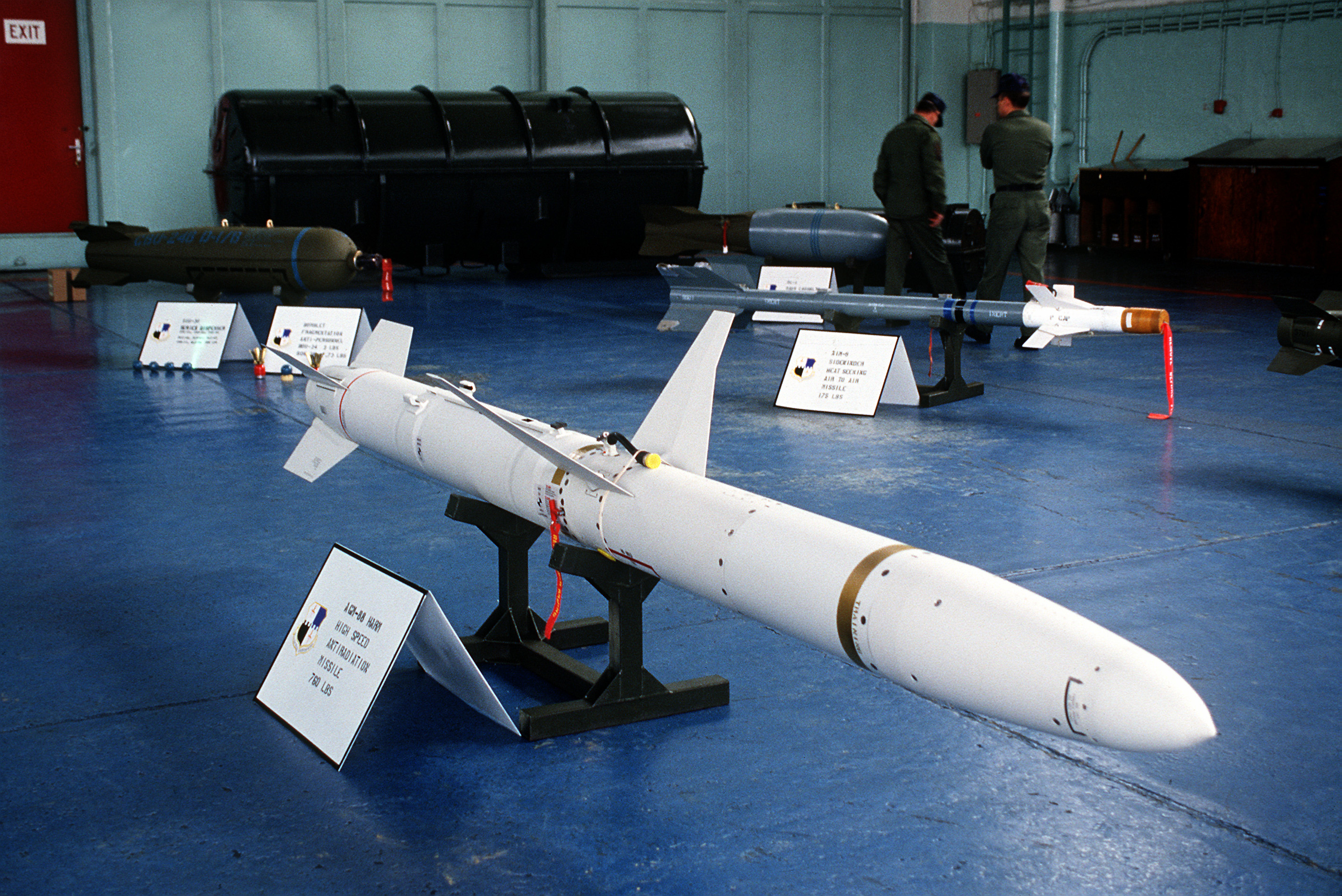
ドイツ シュパングダーレム空軍基地の格納庫に展示されているHARM

- アメリカ合衆国（アメリカ海軍、アメリカ空軍、アメリカ海兵隊）
- オーストラリア（オーストラリア空軍）
- エジプト（エジプト空軍）
- ドイツ（ドイツ空軍）[30]
- ギリシャ（ギリシャ空軍）[31]
- イスラエル（イスラエル航空宇宙軍）
- イタリア（イタリア空軍）
- クウェート（クウェート空軍）
- モロッコ（モロッコ空軍）[32]
- パキスタン（パキスタン空軍）
- サウジアラビア（サウジアラビア空軍）
- 韓国（大韓民国空軍）
- スペイン（スペイン空軍）
- 台湾（中華民国空軍）
- トルコ（トルコ空軍）
- アラブ首長国連邦（アラブ首長国連邦空軍）
- ウクライナ （ウクライナ空軍）

## 後継
米空軍は AGM-88の後継としてAARGM-ERをベースに改良を加えた「SiAW」を開発すると発表した。2023年9月、主契約者としてノースロップ・グラマンを選定した。2026年度までに初期作戦能力を宣言する予定。